# Torsten Gütschow
Torsten Gütschow (Görlitz, 28 de julio de 1962) es un exfutbolista y entrenador alemán. En las temporadas 1988-89, 1989-90 y 1990-91 fue el máximo goleador de la DDR-Oberliga. Fue colaborador informal de la Stasi en la República Democrática Alemana.

## Carrera como jugador

### Dinamo Dresde
Se crio en Zodel, un pueblo cerca de Görlitz junto a la frontera con Polonia. Comenzó su carrera en la asociación deportiva agrícola Traktor Zodel en el año 1968. En 1973 se cambió al Polizeisportgemeinschaft Dynamo Görlitz, de donde a la edad de catorce años se fue al Dinamo Dresde. En 1979 jugó cuatro partidos internacionales con la selección júnior y marco tres goles.
Aunque en la temporada 1980-81 aún tenía que jugar en la liga júnior, hizo su debut en la DDR-Oberliga. Su primer partido fue el Dinamo Dresde-Wismut Aue (3:0), donde entró a jugar en el minuto 83. Al final de esa temporada disputó catorce partidos de liga y marcó tres goles y acabó jugando de delantero por la banda derecha. Sin embargo no consiguió una plaza habitual en el equipo hasta la temporada 1982-1983. En esa temporada solo faltó a un partido y fue el segundo máximo goleador del equipo (nueve goles), por detrás de Ralf Minge (17 goles). En esa época ya era miembro de la Selección de fútbol de Alemania Democrática sub-21, con la que jugó 16 partidos internacionales entre 1981 y 1983 y marcó cuatro goles.
Tres meses después de su último partido con la selección sub-21 ingresó en la Selección de fútbol de Alemania Democrática. Debutó en un partido amistoso contra Grecia como delantero izquierdo, y marcó el último gol del partido, que terminó con victoria alemana con un resultado de 1-3. Siete meses después volvió a marcar en el partido de vuelta disputado en Zwickau. A pesar de su exitoso debut solo volvió a jugar con la selección en un partido amistoso frente a Finlandia (1-1) el 2 de marzo de 1989, disputado en Dresde, en el que acudió como suplente.
En las temporadas 1981-82, 1983-84 y 1984-85 consiguió ganar la Copa de fútbol de la RDA. En la temporada 1984-85 se convirtió por primera vez en el máximo goleador del Dinamo Dresde con diecisiete goles. Solo disputó once partidos en las temporadas 1985-86 y 1986-87 debido a distintas operaciones en la rodilla y en la ingle. Hasta noviembre de 1987 no pudo volver a participar en la DDR-Oberliga, y en la temporada 1987-88 volvió a ser máximo goleador del equipo con nueve goles. En las siguientes tres temporadas Torsten Gütschow consiguió sus mayores éxitos. En la temporada 1988-89 disputó por primera vez los 26 partidos de liga, que su equipo consiguió ganar, y con diecisiete goles se convirtió en el máximo goleador del campeonato. En la temporada 1989-90 marcó dieciocho goles con los que consiguió de nuevo ser el máximo goleador del campeonato, y que fueron determinantes para que su equipo defendiera el título liguero; como extremo izquierdo ganó también la Copa de fútbol de la RDA de esa temporada, al derrotar el Dinamo Dresde al PSV Schwerin en la final con un resultado de 2-1. En la siguiente temporada, la última que se celebró en la RDA, disputó todos los partidos y volvió a ser máximo goleador de la liga con veinte goles, aunque su equipo solo pudo ser subcampeón. Los periodistas deportivos de la RDA lo eligieron jugador del año.
En once temporadas disputó 208 encuentros en los que marcó 104 goles, con los que se convirtió en el máximo goleador histórico del Dinamo Dresde.
En la temporada 1991-92 su equipo jugaba la nueva Bundesliga con Alemania ya reunificada, al haber quedado segundos en la última temporada de la DDR-Oberliga. También en el fútbol profesional fue Gütschow uno de los pilares del equipo. En las 38 jornadas de la temporada jugó 31 partidos y anotó diez goles, por lo que volvió a ser el máximo goleador de su equipo. En el año 1992 solo jugó la mitad de la temporada.

### Entre Estambul y Chemnitz
En el parón invernal de la temporada 1992-93 se fue durante medio año a Turquía para jugar con el Galatasaray Spor Kulübü de Estambul, donde anotó diez goles en quince partidos y consiguió ganar con su equipo la Superliga de Turquía. Con 31 años decidió volver a Alemania, donde jugó tres temporadas en tres equipos distintos de la 2. Bundesliga. En la temporada 1993-94 formó parte de la plantilla del FC Carl Zeiss Jena donde solo jugó nueve partidos, normalmente como reserva. En el Hannover 96 volvió a tener una temporada exitosa; jugó 33 de 38 partidos de liga y fue el máximo anotador del equipo con 16 goles. En la siguiente temporada disputó todos los partidos con el Chemnitzer Fußballclub e.V., donde marcó quince goles y volvió a ser máximo goleador de su equipo. Para el final de su carrera como jugador volvió al Dinamo Dresde, que jugaba en la Regionalliga; en tres temporadas jugó 82 partidos y marcó 33 goles.

### Éxitos deportivos como jugador
- Ganador de la DDR-Oberliga (1989, 1990)
- Ganador de la Copa de fútbol de la RDA (1984, 1985, 1990)
- Máximo goleador de la DDR-Oberliga (1989, 1990, 1991)[3]
- Futbolista del año de la NOFV (1991)
- Campeón de la Superliga de Turquía (1993)

## Carrera como entrenador
En la temporada 2003-04 entrenó al FC Oberneuland de la ciudad de Bremen, que jugaba en la Fußball-Oberliga Nord. El equipo quedó en la duodécima posición y no se clasificó para la Oberliga Nord, por lo que dejó el cargo. En verano de 2006 empezó a entrenar al TuS Heeslingen de la Fußball-Oberliga Niedersachsen. En el año 2010 clasificó al equipo para jugar la Copa de Alemania, pero fue eliminado en la primera ronda al perder 2-1 contra el Energie Cottbus. En tres ocasiones consiguió el ascenso a la Regionalliga, pero el equipo nunca consiguió la licencia para subir. Fue despedido en la temporada 2013-14 después de que el equipo no pudiera obtener licencia para jugar debido a problemas económicos.